# Grand Prix automobile d'Autriche 1986
Résultats du Grand Prix automobile d'Autriche de Formule 1 1986 qui a eu lieu sur l'Österreichring le 17 août 1986.

## Classement
| Pos. | no | Pilote             | Écurie                 | Tours | Temps/Abandon                      | Grille | Points |
| ---- | -- | ------------------ | ---------------------- | ----- | ---------------------------------- | ------ | ------ |
| 1    | 1  | Alain Prost        | McLaren-TAG            | 52    | 1 h 21 min 22 s 531 (227,821 km/h) | 5      | 9      |
| 2    | 27 | Michele Alboreto   | Ferrari                | 51    | + 1 tour                           | 9      | 6      |
| 3    | 28 | Stefan Johansson   | Ferrari                | 50    | + 2 tours                          | 14     | 4      |
| 4    | 15 | Alan Jones         | Lola-Ford              | 50    | + 2 tours                          | 16     | 3      |
| 5    | 16 | Patrick Tambay     | Lola-Ford              | 50    | + 2 tours                          | 13     | 2      |
| 6    | 17 | Christian Danner   | Arrows-BMW             | 49    | + 3 tours                          | 22     | 1      |
| 7    | 20 | Gerhard Berger     | Benetton-BMW           | 49    | + 3 tours                          | 2      |        |
| 8    | 29 | Huub Rothengatter  | Zakspeed               | 48    | + 4 tours                          | 24     |        |
| 9    | 2  | Keke Rosberg       | McLaren-TAG            | 47    | Panne électrique                   | 3      |        |
| 10   | 25 | René Arnoux        | Ligier-Renault         | 47    | + 5 tours                          | 12     |        |
| 11   | 21 | Piercarlo Ghinzani | Osella-Alfa Romeo      | 46    | + 6 tours                          | 25     |        |
| Abd. | 5  | Nigel Mansell      | Williams-Honda         | 32    | Transmission                       | 6      |        |
| Abd. | 6  | Nelson Piquet      | Williams-Honda         | 29    | Surchauffe                         | 7      |        |
| Abd. | 18 | Thierry Boutsen    | Arrows-BMW             | 25    | Turbo                              | 18     |        |
| Abd. | 19 | Teo Fabi           | Benetton-BMW           | 17    | Moteur                             | 1      |        |
| Abd. | 26 | Philippe Alliot    | Ligier-Renault         | 16    | Moteur                             | 11     |        |
| Abd. | 24 | Alessandro Nannini | Minardi-Motori Moderni | 13    | Suspension                         | 19     |        |
| Abd. | 23 | Andrea De Cesaris  | Minardi-Motori Moderni | 13    | Transmission                       | 23     |        |
| Abd. | 12 | Ayrton Senna       | Lotus-Renault          | 13    | Moteur                             | 8      |        |
| Abd. | 3  | Martin Brundle     | Tyrrell-Renault        | 12    | Turbo                              | 17     |        |
| Abd. | 4  | Philippe Streiff   | Tyrrell-Renault        | 10    | Moteur                             | 20     |        |
| Abd. | 11 | Johnny Dumfries    | Lotus-Renault          | 9     | Allumage                           | 15     |        |
| Abd. | 14 | Jonathan Palmer    | Zakspeed               | 8     | Moteur                             | 21     |        |
| Abd. | 22 | Allen Berg         | Osella-Alfa Romeo      | 6     | Panne électrique                   | 26     |        |
| Abd. | 7  | Riccardo Patrese   | Brabham-BMW            | 2     | Turbo                              | 4      |        |
| Np.  | 8  | Derek Warwick      | Brabham-BMW            |       | Non partant                        | 10     |        |

## Pole position et record du tour
- Pole position : Teo Fabi en 1 min 23 s 549 (vitesse moyenne : 256,032 km/h).
- Meilleur tour en course : Gerhard Berger en 1 min 29 s 444 au 49e tour (vitesse moyenne : 239,157 km/h).

## Tours en tête
- Gerhard Berger : 25 (1-25)
- Nigel Mansell : 3 (26-28)
- Alain Prost : 24 (29-52)

## À Noter
- 24e victoire pour Alain Prost.
- 51e victoire pour McLaren en tant que constructeur.
- 21e victoire pour TAG-Porsche en tant que motoriste.
- 1re pole position pour Benetton Formula en tant que constructeur.
- Derek Warwick ne prit pas le départ car sa voiture fut utilisée pour la course par son équipier Riccardo Patrese.